# Solanum villosum
Solanum villosum es una maleza anual en expansión en Europa, el norte de África, América del Norte, y también se ha naturalizado en Australia.

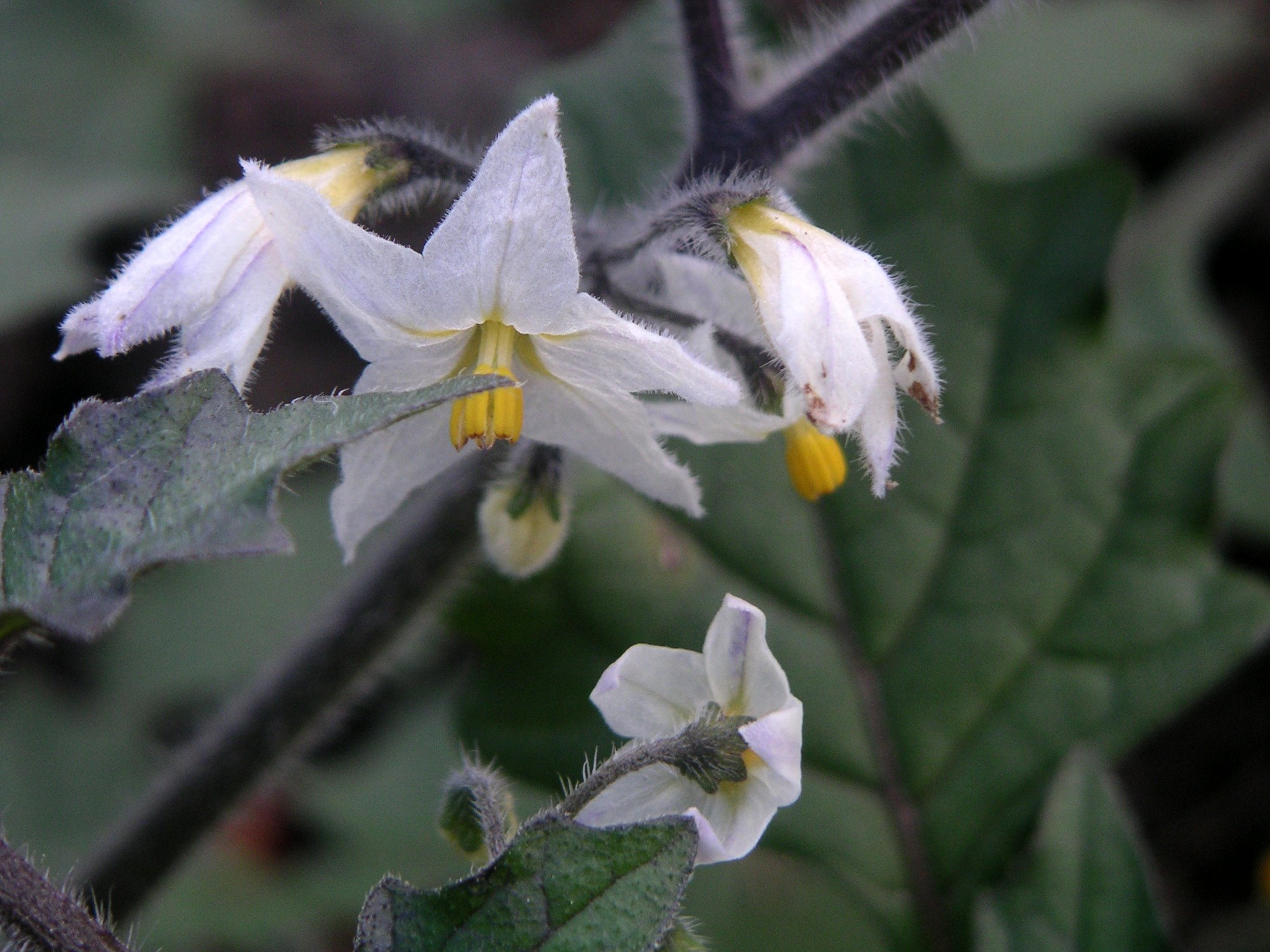
Flores

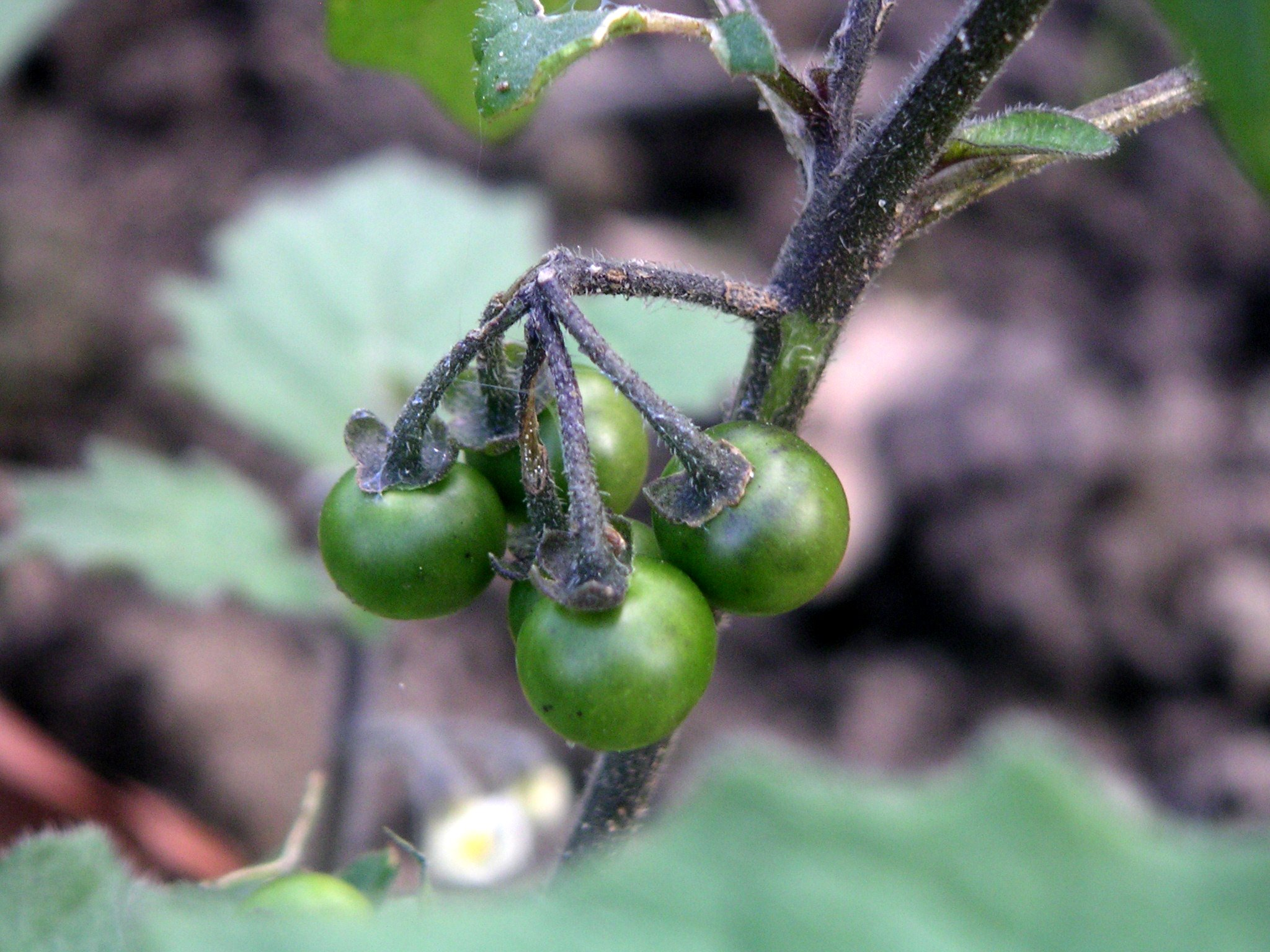
Frutos

## Descripción
Es una hierba anual, que alcanza un tamaño de 70 cm de altura, ligeramente a densamente pilosas. La lámina de la hoja es ovada, de hasta 8 cm de largo, 3.6 cm de ancho, enteras o superficialmente lobuladas, con pecíolos de 4,5 cm de largo. Las inflorescencias en racimos de 3-8-flores. La corola es de color blanco. Seguido de bayas globulares aburridas de color rojo anaranjado, de 5-9 mm de diámetro. Las semillas son de 1.7 a 2.3 mm de largo y de color amarillo pálido.

## Taxonomía
Solanum villosum fue descrita por Philip Miller y publicado en The Gardeners Dictionary:... eighth edition Solanum no. 2. 1768.
Etimología
Ver: Solanum
villosum: epíteto latino compuesto que significa "peluda".
Sinonimia
- Solanum miniatum Bernh. ex Willd.
- Solanum nigrum var. humile (Bernh. ex Willd.) C.Y. Wu & S.C. Huang[4]

## Nombres comunes
- tomatillo del diablo, hierba mora vellosa.[5]